# M242 Bushmaster
M242 «Бушмайстер» (англ. M242 Bushmaster) — американська одноствольна автоматична гармата з ланцюговим приводом калібру 25 мм (25×137 мм) виробництва компанії Hughes Helicopters. Гармата широко використовується на американських вогневих засобах сухопутного, повітряного та морського базування, зокрема є основним видом озброєння БМП «Бредлі», а також перебуває на озброєнні бойових машин та кораблів інших держав-членів НАТО та деякими іншими країнами. За станом на 2019 рік гармата виробляється Northrop Grumman Innovation Systems.

## Будова

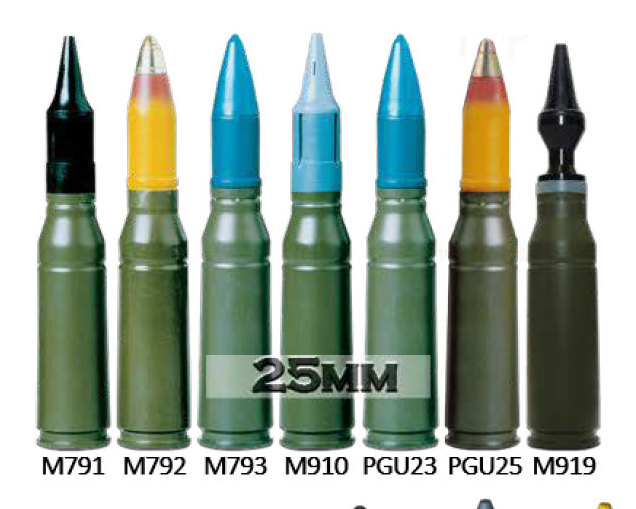
Типи боєприпасів до гармати M242 «Бушмайстер»

M242 «Бушмайстер» — одноствольна артилерійська установка із зовнішнім ланцюговим приводом. Можна вести вогонь в напівавтоматичному, одиночному або автоматичному режимах. Снаряди подаються за допомогою стрічки з металевими ланками, є можливість подвійної подачі.
Гармата призначена для знищення легкоброньованої техніки та повітряних цілей (такі як вертольоти та літаки, що летять на низькій висоті на малих швидкостях).
Гармата також може вести вогонь на пригнічення по військах, розташованих на відкритій місцевості, таких, що перебувають в укриттях та населених пунктах.
Стандартна швидкострільність — 200 пострілів на хвилину.
Зброя має ефективну дальність стрільби 3000 метрів, залежно від типу використовуваних боєприпасів.
Завдяки відмінним тактико-технічним характеристикам вироблено понад 11 000 екземплярів, які продані по всьому світу.
На думку військових експертів[яких?] M242 «Бушмайстер» — це одна з найуспішніших сучасних автоматичних гармат у своєму класі.

## Боєприпаси до гармати
Для цієї гармати розроблений широкий спектр боєприпасів, які забезпечують її здатність знищувати більшість зразків легкої бронетехніки, з якою вона може зіткнутися у загальновійськовому бою, аж до легких танків. Боєприпаси, які використовуються в M242, також можуть використовуватися в різноманітній зброї, такій як GAU-12 Equalizer, французька Giat M811 або швейцарська система зброї Oerlikon KBA. Гармата здатна стріляти боєприпасами американського виробництва, а також еквівалентними типами боєприпасів виробництва НАТО. Основними типами 25-мм снарядів є шість видів: M791, M792, M793, M910, MK210 і M919.
- M791 — бронебійний оперений підкаліберний снаряд з трасером (APDS-T), призначений для ураження легкоброньованої техніки, самохідної артилерії та повітряних цілей, як-от вертольоти та різноманітні тихохідні літаки з нерухомим крилом.
- M792 — фугасний запалювальний снаряд з трасером та самоліквідатором (HEI-T), призначений для ураження неброньованої техніки, вертольотів, а також придушення позиції протитанкових засобів і відкрито розташованого особового складу противника на максимальній ефективній дальності до 2200 метрів.
- M793 — практичний трасувальний снаряд (TP-T), фіксованого типу з перкусійною зарядкою, який за балістичними характеристиками відповідає патрону фугасного запалювального типу з трасувальним патроном (HEI-T M792). Трасер TP-T видно на відстані 2000 метрів, однак максимальна ефективна дальність (з обмеженою точністю) становить 1600 метрів.
- M910 — практичний снаряд (TPDS-T), з відокремлюваним піддоном, та трасером. TPDS-T повторює конструктивну схему бронебійного снаряду M791 (APDS-T). TPDS-T дозволяє підрозділам набувати практику у застосуванні коштовних бронебійних оперених підкаліберних снарядів.
- MK210 — фугасний запалювальний снаряд з трасувальним елементом. Використовується ВМС США в системі військово-морської зброї Mk38.
- M919 — бронебійний підкаліберний снаряд з трасером та відокремлюваним піддоном (APFSDS-T), призначений для ураження легкоброньованої техніки, самохідної артилерії та повітряних цілей, як-от вертольоти та різноманітні тихохідні літаки з нерухомим крилом. Сердечник виготовлений зі збідненого урану.